# Universidade Federal de Roraima

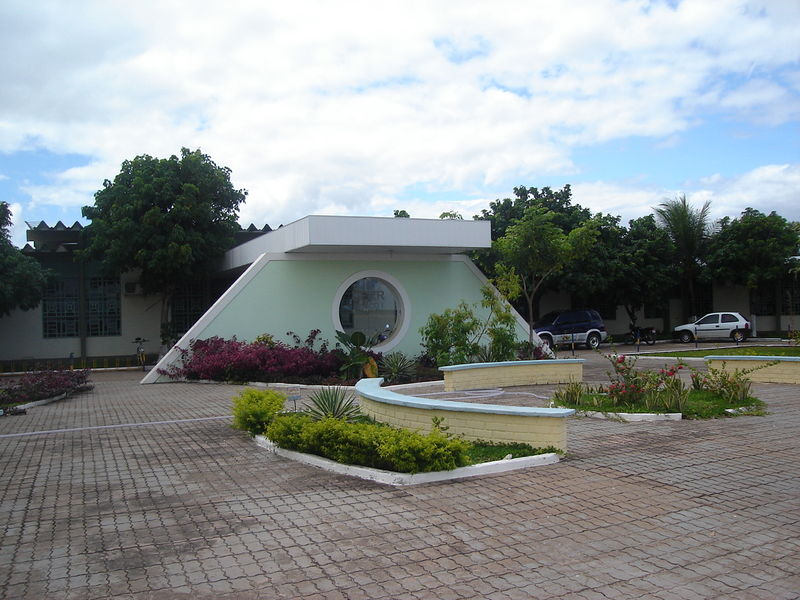
Bloco I da UFRR, no campus do Paricarana.

Universidade Federal de Roraima (UFRR) é uma instituição de ensino superior pública do estado brasileiro de Roraima. Ao lado do Instituto Federal de Roraima, é a única universidade pública do estado mantida pelo Ministério da Educação (MEC). Seu estatuto define-a como uma "fundação pública, dotada de personalidade jurídica de direito privado", tendo como atribuições a promoção de cursos de graduação, pós-graduação em diversos níveis, pesquisa, extensão, ensino básico e profissional.
Autorizada pela Lei n.º 7.364, de 12 de setembro de 1985, de autoria do então deputado  federal do Ex-Territirio Federal de Roraima, Mozarildo  Cavalcanti, foi efetivamente criada quatro anos após com o Decreto n.º 98.127, em 8 de setembro de 1989. Com três campi, todos na capital Boa Vista, é a maior universidade de Roraima com quase quarenta cursos de graduação. Registra ainda cursos de doutorado, mestrado e especialização; fornece ainda ensino fundamental, médio e ensino profissional através do Colégio de Aplicação e da Escola Agrotécnica.
Sua Comissão Permanente de Vestibular realiza anualmente o processo seletivo para preenchimento de suas faculdades; o acesso aos cursos de graduação dá-se também pelo Exame Nacional do Ensino Médio (ENEM). Em 2012 as vagas ofertadas totalizaram 1.198.
Sua faculdade de Medicina foi considerada a melhor do Norte no ano de 2010. O curso de Direito, reconhecido pela Ordem dos Advogados do Brasil (OAB) como um dos melhores do Brasil, obteve sucessivas notas máximas no Exame Nacional de Desempenho de Estudantes (ENADE), assim como Zootecnia. Os cursos de geologia, agronomia e secretariado executivo são também destacados como os mais bem avaliados da Região Norte. A UFRR leciona o único curso de relações internacionais da Amazônia.

## Estrutura
Em seu quadro, a UFRR incorpora hoje 383 docentes, sendo 155 mestres, 91 doutores e 184 técnicos-administrativos. Possui um leque de 29 cursos de graduação nas mais diversas áreas do conhecimento e ainda o Centro de Educação (CEDUC). Na pós-graduação, tem quatro cursos de mestrado: em Recursos Naturais, Geografia, Física e Química. Registra 30 cursos de especialização.
Possui atualmente seis Núcleos de Pesquisas:
- Núcleo de Recursos Naturais (NUREN);
- Núcleo Histórico Sócioambiental (NUHSA);
- Núcleo de Estudos Comparados da Amazônia e do Caribe (NECAR);
- Núcleo de Estudos Semióticos da Amazônia (NUPS);
- Núcleo de Estudos de Língua Estrangeiras (NUCELE);
- Núcleo de Pesquisa Energéticas (NUPENERG)
- Núcleo Avançado de Vetores (NAVE).

São, ao todo, 29 grupos de pesquisas registrados no CNPq, os quais reúnem mais de 93 linhas de pesquisa, além dos 75 projetos em andamento ligados a assuntos voltados para a região.
Há ainda o Instituto Insikiran de Formação Superior Indígena, responsável por oferecer a formação intercultural nas áreas de Licenciatura Indígena, Gestão Territorial Indígena e Gestão em Saúde Coletiva Indígena. A UFRR foi a pioneira entre as Universidades Federais com implementação de cursos de graduação para os povos indígenas do Brasil.

## História
A experiência precursora da UFRR veio com a instalação em Boa Vista em 1º de agosto de 1969 do "Campus Avançado da Universidade de Santa Maria em Roraima" (CAUSM). O campus era uma extensão da atual Universidade Federal de Santa Maria fora de sua área geo-educacional, e caracterizava-se pela presença permanente de universitários e professores executando atividades que visavam o desenvolvimento da microrregião onde se estabelecia. O trabalho realizado nas áreas prioritárias definidas pelo governo militar buscava integrar e desenvolver a região. O campus inseria-se de certa forma nos objetivos do Projeto Rondon.[carece de fontes?]
O trabalho do CAUSM durou até 1985, quando, por mudanças nas diretrizes do Projeto Rondon, teve que ser desativado. Rapidamente a comunidade local se organizou para que fosse instalado um novo campus com vistas a suprir a falta do CAUSM. A mobilização culminou com a elaboração de uma proposta de lei criando a "Universidade de Roraima".
Implantada em 1989 pelo decreto n.º 98.127/89, quatro anos após ter sido autorizada pela Lei nº 7.364/85, a UFRR é a primeira Instituição Federal de Ensino Superior a instalar-se em Roraima.

## Cursos

### Graduação
| Biociências - Agronomia - Ciências Biológicas (Bacharelado e Licenciatura) - Enfermagem - Medicina - Medicina veterinária - Zootecnia | Ciências Exatas - Ciência da Computação - Engenharia civil - Engenharia elétrica - Física (Licenciatura) - Geologia - Matemática (Bacharelado e Licenciatura) - Química (Licenciatura) | Humanidades - Administração - Antropologia - Arquitetura e Urbanismo - Ciências contábeis - Ciências Econômicas - Ciências Sociais - Direito - Geografia (Bacharelado e Licenciatura) - História (Licenciatura) - Intercultural de Formação de Professores Indígenas (Licenciatura) - Jornalismo - Letras-Língua e Literatura Espanhola - Letras-Língua e Literatura Francesa - Letras-Língua e Literatura Inglesa - Letras-Língua e Literatura Portuguesa - Pedagogia - Psicologia - Relações internacionais - Secretariado executivo - Gestão Territorial Indígena - Gestão em Saúde Coletiva Indígena |

## Pesquisa

### Periódicos acadêmicos
A UFRR possui os seguintes veículos periódicos de divulgação acadêmica do conhecimento científico:
- Acta Geográfica (ISSN: 2177-4307);
- Examãpaku (ISSN: 1983-9065);
- Health and Diversity (ISSN: 2526-7914);
- Revista Agro@mbiente On-line (ISSN: 1982-8470);
- Revista de Administração de Roraima - RARR (ISSN: 2237-8057);
- Revista de Ciência e Tecnologia - RCT (ISSN: 2447-7028);
- Revista geográfica acadêmica (ISSN: 1678-7226);
- Textos e Debates (ISSN: 2317-1448).

### Programas de Pós-Graduaçãostricto sensu
Os programas de pós-graduação (PPG) stricto sensu da UFRR que desenvolvem pesquisas científicas da UFRR são os seguintes:
| Nome do PPG                                                           | Cursos ofertados      | Sede                                    |
| --------------------------------------------------------------------- | --------------------- | --------------------------------------- |
| Agronomia                                                             | mestrado e doutorado  | CCA/UFRR (Campus Cauamé, Boa Vista)     |
| Antropologia social                                                   | mestrado              | Campus Paricarana, (Boa Vista)          |
| Biodiversidade e Biotecnologia                                        | doutorado             | Campus Paricarana, (Boa Vista)          |
| Ciências da saúde                                                     | mestrado profissional | Campus Paricarana, (Boa Vista)          |
| Comunicação                                                           | mestrado              | Campus Paricarana, (Boa Vista)          |
| Desenvolvimento regional da Amazônia                                  | mestrado              | Campus Paricarana, (Boa Vista)          |
| Educação                                                              | mestrado              | Campus Paricarana, (Boa Vista)          |
| Educação na Amazônia (Educanorte)                                     | doutorado             | Campus Paricarana, (Boa Vista)          |
| Educação inclusiva                                                    | mestrado profissional | Campus Paricarana, (Boa Vista)          |
| Ensino de física                                                      | mestrado profissional | Campus Paricarana, (Boa Vista)          |
| Ensino de história                                                    | mestrado profissional | Campus Paricarana, (Boa Vista)          |
| Geografia                                                             | mestrado              | Campus Paricarana, (Boa Vista)          |
| Gestão e regulação de recursos hídricos                               | mestrado profissional | Campus Paricarana, (Boa Vista)          |
| Letras                                                                | mestrado              | Campus Paricarana, (Boa Vista)          |
| Matemática                                                            | mestrado profissional | Campus Paricarana, (Boa Vista)          |
| Matemática                                                            | mestrado profissional | Campus Paricarana, (Boa Vista)          |
| Propriedade Intelectual e Transferência de Tecnologia para a Inovação | mestrado profissional | Campus Paricarana, (Boa Vista)          |
| Recursos naturais (Pronat)                                            | mestrado e doutorado  | Campus Paricarana, (Boa Vista)          |
| Saúde e Biodiversidade                                                | mestrado              | CCS/UFRR (Campus Paricarana, Boa Vista) |
| Sociedade e fronteiras                                                | mestrado              | Campus Paricarana, (Boa Vista)          |

## Unidades

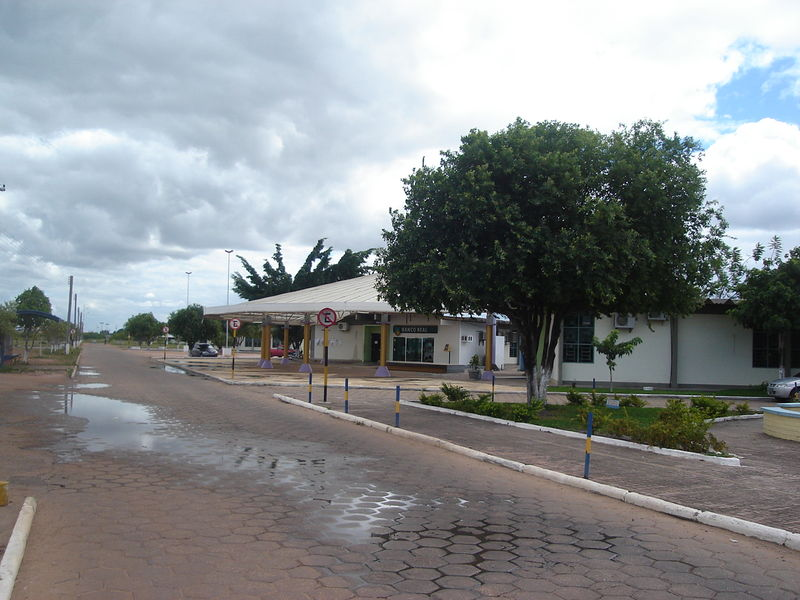
Foto do Parlatório da Universidade Federal de Roraima (UFRR).

- Centro de Ciências Administrativas e Jurídicas - CECAJ
- Centro de Ciências Agrárias - CCA
- Centro de Estudos da Biodiversidade - CBio
- Centro de Ciências da Saúde - CCS
- Centro de Ciências e Tecnologia - CCT
- Centro de Ciências Humanas - CCH
- Centro de Comunicação, Letras e Artes - CCLA
- Centro de Educação - CEduc
- Instituto Insikiran de Formação Superior Indígena
- Instituto de Geociências - IGeo
- Instituto de Ciências Jurídicas - ICJ
- Instituto de Antropologia - INAN